# Brian Williams (journaliste)
Pour les articles homonymes, voir Brian Williams.
Brian Williams est un journaliste américain né le 5 mai 1959 à Elmira dans l'État de New York.
Il présente le journal télévisé NBC Nightly News sur NBC News depuis 2004. En février 2015, NBC suspend le présentateur pour six mois sans salaire pour avoir relaté dans un reportage ce qu’il avait ressenti pendant la chute de son hélicoptère, abattu par une roquette lors de l'invasion de l'Irak en 2003. En fait, le journaliste n'était pas à bord. Son magazine d'information Rock Center with Brian Williams, lancé en 2011, est déprogrammé en 2013.

## Biographie

### Jeunesse et formation
Durant sa jeunesse, Brian Williams est pompier volontaire. Il effectue également de petits boulots afin d'aider sa famille à régler ses frais de scolarité. Le jeune homme intègre l'université catholique d'Amérique et l'université George Washington, mais abandonne ses études sans passer de diplôme. Il effectue un stage, puis obtient un poste subalterne à la Maison-Blanche sous la présidence de Jimmy Carter. Il est employé par la National Association of Broadcasters (NAB), qui défend les intérêts des chaînes de radio et de télévision,.

### Carrière de journaliste

#### Début de carrière
Brian Williams fait ses débuts dans la carrière journalistique à Pittsburg, où il est employé comme reporter par KOAM-TV. Il travaille ensuite à Washington pour WTTG-TV, où il opère le générateur de caractères de la station avant d'obtenir un poste de reporter. Il est ensuite engagé par WCAU-TV, une station de Philadelphie. En 1987, Williams intègre WCBS-TV, station de télévision new-yorkaise du réseau CBS.

#### NBC
Williams est recruté par le réseau NBC en mars 1993. Nommé correspondant à la Maison-Blanche, il présente chaque samedi soir le journal du réseau de télévision. Lorsque Tom Brokaw, qui présente NBC Nightly News durant la semaine, doit s'absenter de l'antenne, il est remplacé par Williams. Celui-ci est également le présentateur et chef d'édition (managing editor) de The News with Brian Williams, émission diffusée en prime time sur la chaîne câblée d'information en continu MSNBC à partir de 1996. À la fin des années 1990, il est considéré comme « l'enfant chéri de l'information télévisée » et le probable successeur de Brokaw, en poste depuis 1982,.
Brian Williams présente NBC Nightly News à partir de décembre 2004. Alors que les réseaux CBS et ABC doivent respectivement faire face au départ de Dan Rather et à la mort de Peter Jennings, NBC Nightly News reste le journal du soir le plus regardé. Williams se distingue notamment lors du passage de l'ouragan Katrina, qu'il couvre pendant plusieurs jours depuis La Nouvelle-Orléans.
À partir d'octobre 2011, il présente Rock Center with Brian Williams, le premier magazine d'information diffusé en première partie de soirée par l'un des grands groupes de télévision depuis 60 Minutes II, diffusé entre 1998 et 2005 par CBS. L'émission est retirée de l'antenne en juin 2013 en raison de chiffres d'audience jugés insuffisants par NBC.
Fin 2014, son journal est regardé par neuf millions d'américains. Il signe un nouveau contrat de cinq ans qui doit lui rapporter dix millions de dollars par an. En février 2015, il essuie de nombreuses critiques après avoir raconté à l'antenne un souvenir datant de l'invasion de l'Irak, qu'il a couverte en 2003. Des témoignages de soldats remettent en cause l'exactitude de son récit. Il s'en excuse le 4 février et reconnaît une « erreur ». Il est également soupçonné d'avoir déformé des évènements datant du passage de l'ouragan Katrina. Le 7 février, il annonce son retrait provisoire de l'antenne alors que le réseau lance une enquête interne. Il est finalement suspendu sans salaire pour une durée de six mois.
Le 7 avril 2017, commentant les images de missiles Tomahawk tirés par des destroyers américains dans la mer Méditerranée contre des cibles en Syrie, il déclare à l'antenne : « Nous voyons ces belles images de nuit depuis les ponts de ces deux navires de la marine américaine en Méditerranée orientale. Je suis tenté de citer le grand Leonard Cohen : Je suis guidé par la beauté de nos armes. »
Ce commentaire a suscité des réactions négatives sur Twitter, où certains utilisateurs ont semblé être dérangés par le langage fleuri qu’il utilisait pour décrire des vecteurs de destruction.

### Autres activités
Brian Williams est connu pour son sens de l'humour. Il prend goût à la comédie durant son enfance en regardant les émissions de l'humoriste Johnny Carson. Le présentateur apprécie notamment le travail de Richard Pryor et Sam Kinison (en). Il assiste plusieurs fois par an à l'émission humoristique Saturday Night Live. Au cours de sa carrière, Williams est invité dans des talk-shows animés par Jay Leno, Conan O'Brien, ou encore Jon Stewart. En 2007, il est l'invité principal d'un épisode de Saturday Night Live et participe à l'écriture de son monologue introductif. Il apparaît à plusieurs reprises dans la série télévisée 30 Rock.

## Reconnaissance
En 2007, Williams figure dans le Time 100, la liste des cent personnes les plus influentes dans le monde établie par le magazine Time.

## Récompenses
Pour sa couverture de l'ouragan Katrina, l'équipe de NBC News reçoit un Peabody award, un Alfred I. duPont–Columbia University Award (en), un Edward R. Murrow Award, ainsi qu'un Emmy.

## Vie privée et famille

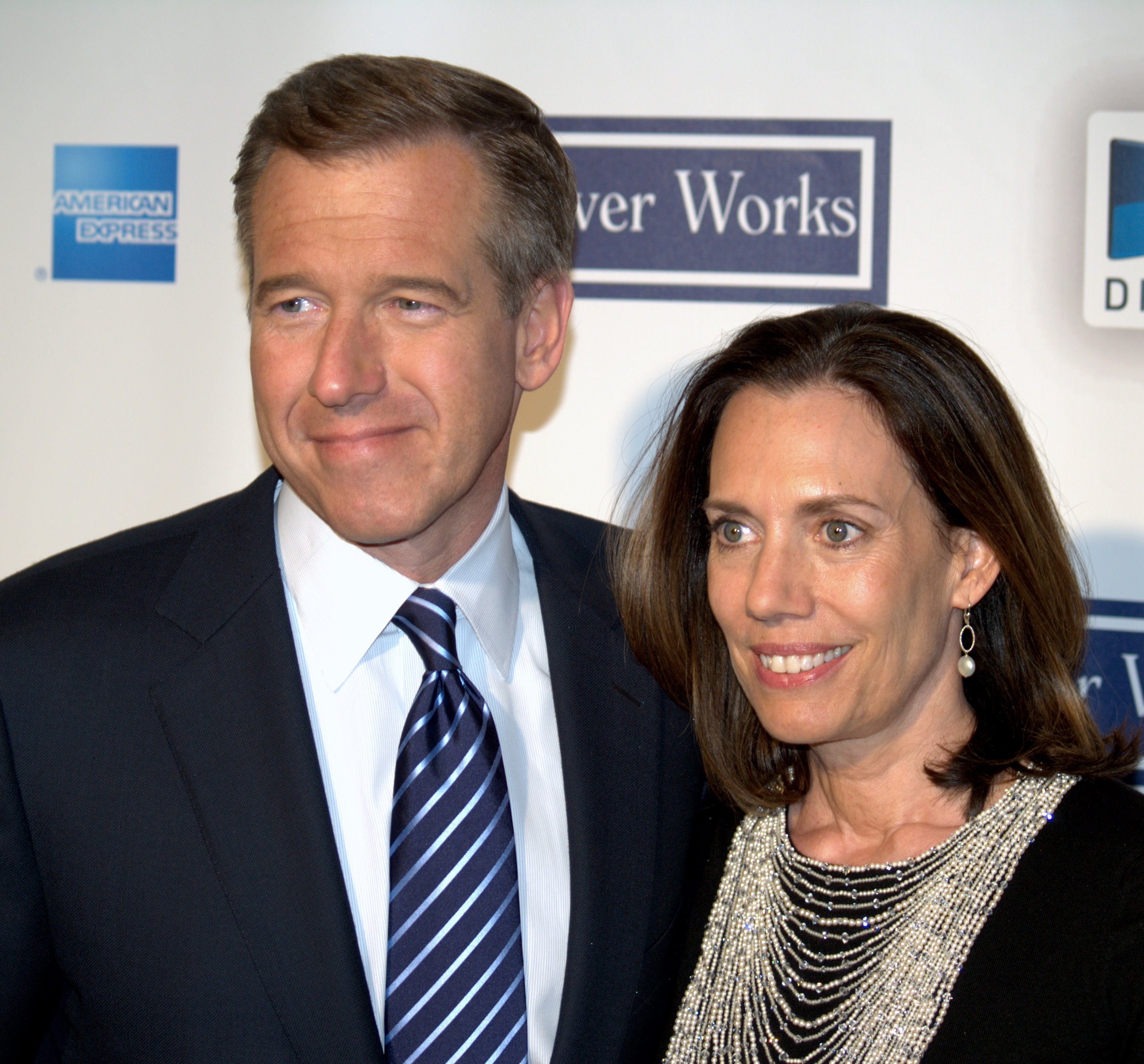
Brian Williams et sa femme Jane Williams.

Brian Williams est le cadet d'une famille de quatre enfants. Ses parents sont catholiques, d'origine irlandaise. Durant les années 1960, son père est employé par l'entreprise Corning Glassworks. La famille vit à Elmira, puis s'installe à Middletown dans le New Jersey en 1969 lorsque celui-ci perd son emploi,.
En 1986, Brian Williams épouse la productrice Jane Stoddard, dont il a fait la connaissance alors qu'il travaillait pour WTTG-TV à Washington. Leur fille Allison Williams interprète Marnie dans la série Girls.
Il apprécie la course automobile et suit le championnat NASCAR depuis son enfance.